# Marteau de bottier

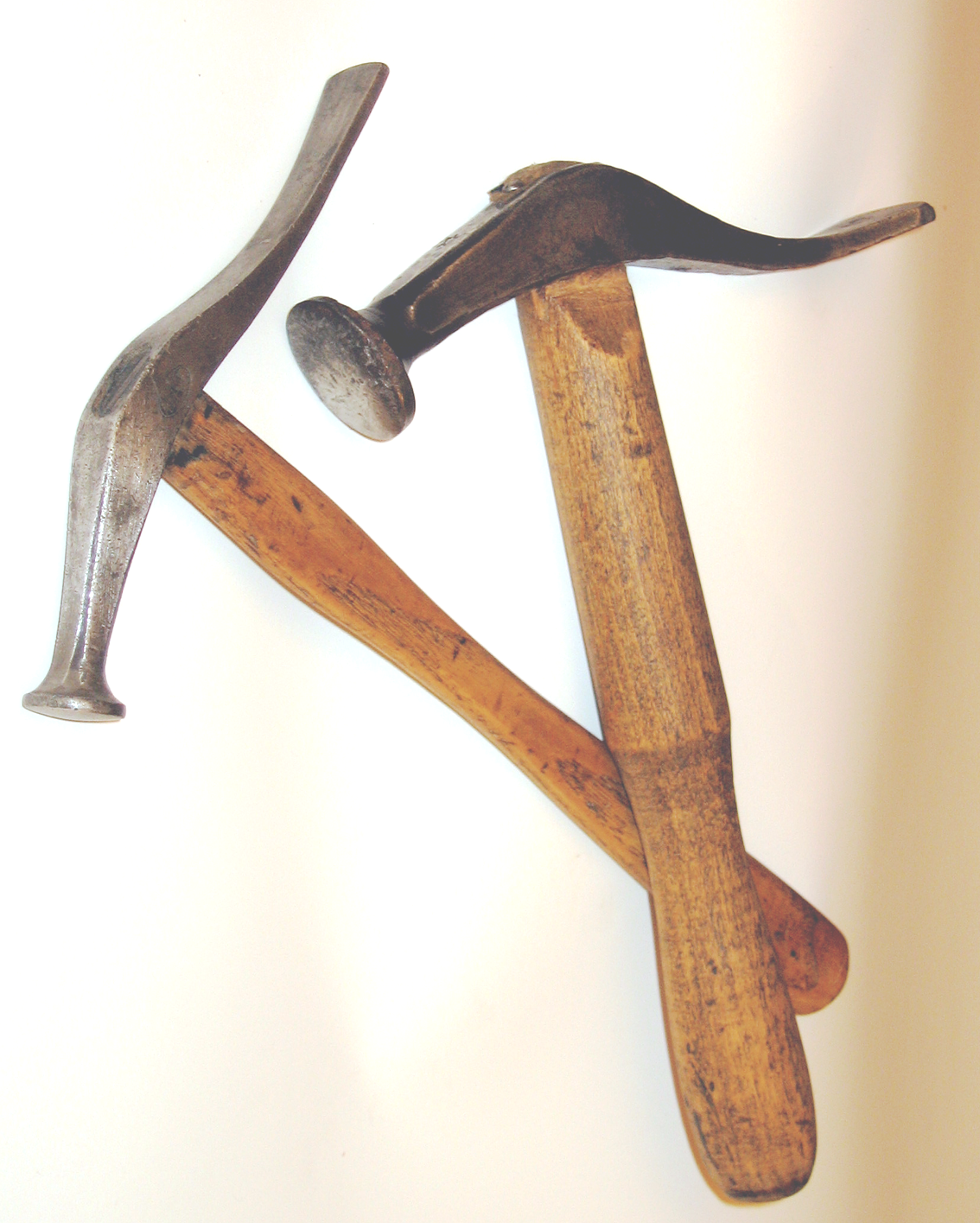
Le bottier utilise des marteaux de tailles différentes.

Le marteau de bottier est utilisé pour former la tige de cuir en la frappant sur une forme, un peu comme le chaudronnier.
Il s'en sert également pour presser les différentes couches de cuir assemblées à la colle, et bien évidemment pour enfoncer les pointes qui maintiennent la tige et la semelle.
Autres métiers travaillant le cuir et utilisant les mêmes outils : 
- Bourrelier,
- Ceinturier,
- Cordonnier,
- Corroyeur,